# Bildungsarbeit
Die Bildungsarbeit war eine österreichische sozialdemokratische Zeitschrift, die zwischen 1909 und 1934 acht bis zehn Mal jährlich erschien. Sie führte den Nebentitel Blätter für sozialisistes Bildungswesen.
Ziel der Zeitschrift war die Förderung der Arbeiterbildung. Herausgegeben wurde sie von der Zentralstelle für Bildungswesen (auch: Sozialistische Bildungszentrale oder Arbeiterbildungszentrale), die dem Parteisekretariat der Sozialdemokratischen Arbeiterpartei angegliedert war. Mit der Zeitschrift wollte die Zentralstelle vor allem die Bildungsarbeit in den Ländern anregen.  Der erste Redakteur war der damalige Sekretär der Zentralstelle, Robert Danneberg. Ihm folgten Josef Luitpold Stern (1920 bis 1922 und 1932 bis 1934) und Leopold Thaller (1922 bis 1932).